# Fearless - Senza paura
Fearless - Senza paura (Fearless) è un film del 1993 diretto da Peter Weir, tratto dal romanzo omonimo di Rafael Yglesias che ha curato la sceneggiatura. La trama è basata sugli avvenimenti del volo United Airlines 232.
Il film è stato presentato in concorso alla 44ª edizione della Berlinale.
Rosie Perez per la sua interpretazione è stata candidata all'Oscar come miglior attrice non protagonista.

## Trama
In una placida giornata di sole il volo Intercity Airline 202 si schianta in un campo a Bakersfield, California, in seguito ad un guasto totale al sistema idraulico dei comandi di volo. Max Klein, architetto di San Francisco, si trova sull'aereo assieme al socio e amico Jeffrey Gordon. Max sopravvive assieme a pochi altri al disastro aereo e, portando con sé le conseguenze della sciagura, reagisce rivalutando completamente la sua vita e mettendo a dura prova il rapporto con la moglie Laura nel tentativo di affrontare sotto una nuova luce il mondo circostante. Egli è ritenuto da molti dei superstiti un salvatore e sviluppa quella che sembra essere una forma particolare di sindrome da stress post traumatico, tale per cui crede di essere immortale non avendo più paura di nulla, tanto meno di mettere di continuo in pericolo la propria vita e la stabilità dei suoi rapporti con la famiglia. Lo psicologo che ha in cura lui e i sopravvissuti lo avvicina a Carla, che affronta quotidianamente il peso della morte del figlioletto che era con lei sul volo 202. Mentre Max ritiene di essere invincibile e di non avere certo bisogno di un Dio cui chiedere aiuto, Carla vorrebbe morire e si affida alla religione per ritrovare un perdono che sente di non poter mai più avere. Il rapporto tra i due si intensificherà fino a quando Max si schianterà di proposito con la sua Volvo addosso ad un muro di mattoni per far vedere a Carla, seduta sul sedile posteriore, che non avrebbe potuto far nulla per trattenere il figlio seduto tra le sue braccia sull'aereo al momento dello schianto. A questo punto Carla riacquista la fiducia in sé stessa perduta ma, dopo un colloquio con la moglie di Max, capisce che deve lasciarsi il loro particolare rapporto alle spalle per tornare a vivere e fare in modo che anche lui possa ritornare alla sua vita. Dimesso dall'ospedale da cui era in cura dopo l'incidente con l'auto, Max torna a casa dai suoi cari e approfitta dei doni dell'avvocato che li rappresenta contro la compagnia aerea, arrivato a festeggiare quello che sembra essere un risarcimento milionario, per mangiare una fragola, frutto cui era allergico ma che, dopo la sciagura aerea, pareva poter mangiare senza alcun effetto collaterale. Ciò non avviene e Max sarà costretto ad affrontare nuovamente la morte e, quindi, la sua presunta invincibilità.